# Mozart-Matineen der Salzburger Festspiele 2012 bis 2016

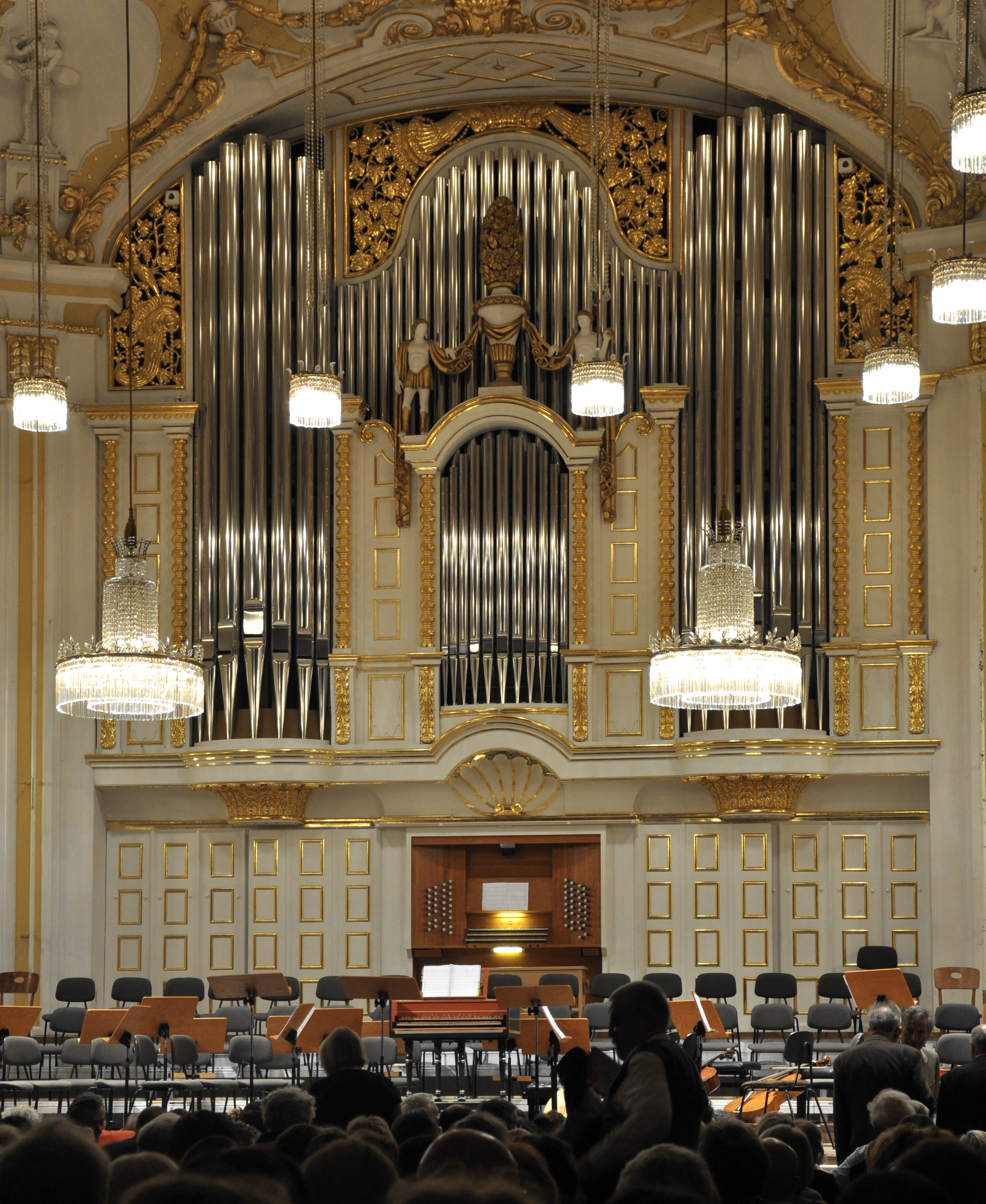
Großer Saal des Mozarteums

Die Mozart-Matineen der Salzburger Festspiele stellen ein spezifisches Konzertformat dar, finden traditionell vormittags an Samstagen, Sonn- und Feiertagen – jeweils um 11 Uhr – während der Festspielzeit statt und werden gemeinsam vom Mozarteumorchester Salzburg, namhaften Dirigenten, Vokal- und Instrumentalsolisten aus aller Welt bestritten. Aufführungsort ist der Große Saal des Mozarteums.
Die Programmauswahl während der Intendanz Alexander Pereira (2012–2014) war auf wichtige Werke des Namensgebers ausgerichtet, stellte aber auch dialogisch Bezüge zu Zeitgenossen und Vorläufern Mozarts einerseits, zu zeitgenössischer Arbeiten andererseits her. Dabei kam es zu einer Reihe Gegenüberstellungen: 2012 von Dallapiccolas Piccola musica notturna mit der Kleinen Nachtmusik, 2013 des Requiems für Streicher von Tōru Takemitsu, eines japanischen Komponisten des 20. Jahrhunderts, mit dem Requiem Mozarts, 2014 der 39. Sinfonie Haydns mit der 25. Sinfonie Mozarts – beide in g-Moll.
2012 und 2013 wurden neue Werke von Georg Friedrich Haas, Heinz Holliger und Gerhard Wimberger im Rahmen der Matineen uraufgeführt. Zu den Dirigenten zählten Musiker, wie Hans Graf oder Ivor Bolton, Originalklang-Experten, wie Christopher Hogwood oder Marc Minkowski, aber auch Dirigenten, die sich überwiegend der Gegenwartsmusik widmen, wie Michael Gielen und Ingo Metzmacher.
2014 wurden Mozarts Krönungsmesse und Michael Haydns Franziskus-Messe aufgeführt, in einem Programm die C-Dur-Sinfonie, Tschaikowskis Mozartiana und Beethovens Eroica gegenübergestellt sowie Werke von Haydn und Gluck ins Programm integriert. 2014 debütierten die Dirigenten Vladimir Fedoseyev und Manfred Honeck bei den Mozart-Martineen, 2015 Andrés Orozco-Estrada, 2016 Constantinos Carydis.

## Werke und Besetzungen
| 2012                        |                                                                                              | |                                                                                            | |
| 21. und 22. Juli            | Mozarteumorchester Dresdner Kammerchor Christopher Hogwood                                   | Malin Hartelius Sopran Vesselina Kasarova Mezzosopran Norbert Ernst Tenor Michael Volle Bass                                           |                                                                                            | Händel: Der Messias HWV 56 in der Bearbeitung von Wolfgang Amadeus Mozart, KV 572 |
| 28. und 29. Juli            | Mozarteumorchester Ivor Bolton                                                               | Anna Prohaska Barmherzigkeit Veronica Cangemi Weltgeist Valentina Farcas Gerechtigkeit Christoph Strehl Christgeist Mauro Peter Christ | Ashok Gupta Orgel Marcus Pouget Cello continuo                                             | Die Schuldigkeit des ersten Gebots, KV 35 |
| 4. und 5. August            | Mozarteumorchester Ádám Fischer                                                              | | Benjamin Schmid Violine                                                                    | Haffner-Sinfonie, KV 385 Violinkonzert in A-Dur, KV 219 Prager Symphonie D-Dur, KV 504 |
| 11. und 12. August          | Mozarteumorchester Heinz Holliger                                                            | | Thomas Zehetmair Violine Ruth Killius Viola                                                | Piccola musica notturna von Luigi Dallapiccola Sinfonia concertante in Es-Dur, KV 364 Doppelkonzert Janus von Heinz Holliger U Eine kleine Nachtmusik, KV 525 |
| 18. und 19. August          | Mozarteumorchester Ivor Bolton                                                               | | Renaud Capuçon Violine                                                                     | Divertimento Nr. 10, KV 247 Violinkonzert in B-Dur, KV 218 Rondo für Violine und Orchester, KV 269 Paukenschlagsinfonie von Joseph Haydn |
| 25. und 26. August          | Mozarteumorchester Michael Gielen, Titus Engel                                               | | Zoltán Mácsai Horn                                                                         | Symphonie Es-Dur, KV 543 Konzert für Horn und Orchester, KV 412 ... e finisci già? von Georg Friedrich Haas U Symphonie in g-Moll, KV 550 |
| 1. und 2. September         | Mozarteumorchester Salzburger Bachchor Marc Minkowski                                        | Dmitry Korchak Mozart Ildar Abdrasakow Salieri                                                                                         |                                                                                            | Linzer Sinfonie, KV 425 Mozart und Salieri von Nikolai Rimski-Korsakow |
| 2013                        |                                                                                              | |                                                                                            | |
| 20. und 21. Juli            | Mozarteumorchester Balthasar-Neumann-Chor Thomas Hengelbrock                                 | Katja Stuber Sopran Marion Eckstein Alt Virgil Hartinger Tenor Marek Rzepka Bass                                                       |                                                                                            | Requiem für Streicher von Tōru Takemitsu Requiem, KV 626 |
| 27. und 28. Juli            | Mozarteumorchester Ádám Fischer                                                              | | Jörg Widmann Klarinette Gereon Kleiner Orgel                                               | Kirchensonate für Orchester und Orgel C-Dur KV 278 Klarinettenkonzert KV 622 Kirchensonate für Orgel und Orchester C-Dur KV 329 Pastorale von Beethoven |
| 3. und 4. August            | Mozarteumorchester Ingo Metzmacher                                                           | | Frank Stadler Violine                                                                      | Sechs deutsche Tänze KV 571 Four Ragtime Dances von Charles Ives Danses concertantes von Igor Strawinsky Marsch KV 215 und Serenade D-Dur KV 204 |
| 10. und 11. August          | Mozarteumorchester Rudolf Buchbinder                                                         | | Rudolf Buchbinder Klavier                                                                  | Konzert für Klavier und Orchester Nr. 23 A-Dur KV 488 Konzert für Klavier und Orchester Nr. 22 Es-Dur KV 482 Konzert für Klavier und Orchester Nr. 20 d-Moll KV 466 |
| 17. und 18. August          | Mozarteumorchester Ivor Bolton                                                               | Elena Moșuc Sopran |                                                                                            | Symphonie Nr. 34 C-Dur KV 338 Drei Konzertarien, KV 416, 369 und 418 Symphonie D-Dur Hob. I:104 von Joseph Haydn |
| 24. und 25. August          | Mozarteumorchester Monteverdi Choir John Eliot Gardiner                                      | Hannah Morrison Sopran Mauro Peter Tenor Konstantin Wolff Bass                                                                         |                                                                                            | Händel: Das Alexander-Fest HWV 75 in der Bearbeitung von Wolfgang Amadeus Mozart, KV 591 |
| 31. August und 1. September | Mozarteumorchester Salzburger Bachchor Alois Glaßner Choreinstudierung Hans Graf             | Roman Trekel Bassbariton Peter Simonischek Sprecher                                                                                    |                                                                                            | Prager Symphonie D-Dur, KV 504 Passion Giordano Bruno für Bassbariton, Sprecher, gemischten Chor und Orchester von Gerhard Wimberger (Uraufführung) |
| 2014                        |                                                                                              | |                                                                                            | |
| 19. und 20. Juli            | Mozarteumorchester Salzburger Bachchor Alois Glaßner Choreinstudierung Manfred Honeck        | Eva Liebau Sopran Judith Schmidt Alt Mauro Peter Tenor Thomas E. Bauer Bass                                                            |                                                                                            | Prager Symphonie D-Dur, KV 504 Regina Coeli, KV 108 Krönungsmesse, KV 317 |
| 26. und 27. Juli            | Mozarteumorchester Salzburger Bachchor Alois Glaßner Choreinstudierung Ádám Fischer          | Martina Janková Sopran Sophie Rennert Alt Peter Sonn Tenor Amitai Pati Tenor Thomas E. Bauer Bass                                      |                                                                                            | Missa sub titulo Sancti Francisci Seraphici (Franziskus-Messe) von Michael Haydn, MH 826 Eine kleine Freimaurer-Kantate, KV 623 Symphonie Nr. 36 in C-Dur (Linzer), KV 425 |
| 2. und 3. August            | Mozarteumorchester Ivor Bolton                                                               | | Kristian Bezuidenhout Klavier                                                              | Ballettmusik aus der Oper Idomeneo, KV 367 Konzert für Klavier und Orchester G-Dur KV 453 Serenade D-Dur KV 185, „Antretter-Serenade“ |
| 9. und 10. August           | Mozarteumorchester Mark Minkowski                                                            | Lenneke Ruiten Sopran |                                                                                            | Symphonie Nr. 33 in B-Dur, KV 319 „Ah se in ciel, benigne stelle“Arie für Sopran KV 538 Rezitativ und zwei Arien der Konstanze aus Die Entführung aus dem Serail KV 384 („Traurigkeit ward mir zum Lose“ und „Martern aller Arten“) Symphonie Nr. 2 von Kurt Weill |
| 16. und 17. August          | Mozarteumorchester Vladimir Fedoseyev                                                        | |                                                                                            | Symphonie C-Dur, KV 200 Suite Nr. 4 in G-Dur Mozartiana von Peter Iljitsch Tschaikowski 3. Sinfonie in Es-Dur Eroica von Ludwig van Beethoven |
| 23. und 24. August          | Mozarteumorchester Ivor Bolton                                                               | Rolando Villazón Tenor |                                                                                            | 39. Sinfonie in g-Moll von Joseph Haydn Per pietà, non ricercate, KV 420 Or che il dover – Tali e cotanti sono, KV 36 Iphigénie en Aulide von Christoph Willibald Gluck (Ouvertüre und Unis dès la plus tendre enfance) 25. Sinfonie in g-Moll, KV 183 |
| 2015                        |                                                                                              | |                                                                                            | |
| 25. und 26. Juli            | Mozarteumorchester Salzburger Bachchor Alois Glaßner Choreinstudierung Andrés Orozco-Estrada | Anna Lucia Richter Sopran Katharina Magiera Alt Julian Prégardien Tenor Hanno Müller-Brachmann Bass                                    |                                                                                            | Jupiter-Sinfonie, KV 551 Schubert: Messe As-Dur für Soli, Chor, Orchester und Orgel, D 678 |
| 1. und 2. August            | Mozarteumorchester Salzburger Bachchor Alois Glaßner Choreinstudierung Rudolf Buchbinder     | | Rudolf Buchbinder Klavier                                                                  | Haydn: Konzert für Klavier und Orchester D-Dur Hob. XVIII:11 Konzert für Klavier und Orchester Nr. 25 C-Dur, KV 503 Rondo für Klavier und Orchester D-Dur KV 382 Beethoven: Fantasie für Klavier, Chor und Orchester in c-Moll, op. 80 (Chorfantasie) |
| 8. und 9. August            | Mozarteumorchester Ivor Bolton                                                               | Bejun Mehta Countertenor |                                                                                            | Bläserserenade Nr. 10 in B-Dur, KV 361 Rezitativ und Arie (Rondo) „Ombra felice“ – „Io ti lascio, e questo addio“ für Alt KV 255 Gluck: Pensa a serbarmi und Se il fulmine sospendi (zwei Arien aus der Oper Ezio) Konzert für Klavier und Orchester G-Dur KV 453 Symphonie Nr. 40 g-Moll, KV 550 |
| 15. und 16. August          | Mozarteumorchester Giovanni Antonini                                                         | |                                                                                            | Schubert: Ouvertüre „im italienischen Stile“ in D-Dur, D 590 Prager Symphonie D-Dur KV 504 Beethoven: Symphonie Nr. 2 D-Dur, op. 36 |
| 22. und 23. August          | Mozarteumorchester Ádám Fischer                                                              | Anett Fritsch Sopran |                                                                                            | Symphonie Nr. 1 Es-Dur, KV 16 „Bella mia fiamma, addio“, Arie für Sopran und Orchester, KV 528 Rezitativ und Arie der Elettra „Oh smania! oh furie!“ – „D'Oreste, d'Aiace“ aus der Oper Idomeneo, KV 366 Rezitativ und Rondo „Ch’io mi scordi di te?“ – „Non temer, amato bene“ für Sopran mit obligatem Klavier und Orchester, KV 505 Schubert: Symphonie Nr. 8 C-Dur, D 944 |
| 2016                        |                                                                                              | |                                                                                            | |
| 23. und 24. Juli            | Mozarteumorchester Salzburger Bachchor Alois Glaßner Choreinstudierung Ádám Fischer          | Christina Landshamer Sopran Katharina Magiera Alt Julian Prégardien Tenor Michael Nagy Bass                                            |                                                                                            | - Kyrie d-Moll, KV 341 (KV 368a) - Ballettmusik zur Oper Idomeneo, KV 367 - Finale 2. Akt der Oper Idomeneo, KV 366 - Michael Haydn: Missa pro defuncto Archiepiscopo Sigismundo c-Moll, MH 155 (Schrattenbach-Requiem) |
| 6. und 7. August            | Mozarteumorchester Constantinos Carydis                                                      | Tareq Nazmi Bass |                                                                                            | - Maurerische Trauermusik KV 477 - Adagio und Fuge c-Moll KV 546 für Streichorchester - „Mentre ti lascio, oh figlia“, Konzertarie für Bass KV 513 - Symphonie Nr. 34 C-Dur, KV 338 - „Così dunque tradisci“, Konzertarie für Bass KV 432 - „Un bacio di mano“, Ariette für Bass KV 541 - Vier Kontretänze: D-Dur (KV 603 Nr. 1), G-Dur (KV 267 Nr. 1), B-Dur (KV 123), D-Dur (KV 565a) - „Per questa bella mano“, Konzertarie für Bass, Kontrabass und Orchester KV 612 - Haffner Symphonie D-Dur, KV 385 |
| 13. und 14. August          | Mozarteumorchester Ivor Bolton                                                               | | Isabella Unterer Oboe Christoph Zimper Klarinette Zoltán Mácsai Horn Riccardo Terzo Fagott | - Symphonie Nr. 28 C-Dur, KV 200 - Sinfonia concertante für Oboe, Klarinette, Horn, Fagott und Orchester Es-Dur, KV 297b - Symphonie (Ouvertüre) Nr. 32 G-Dur, KV 318 - Linzer Symphonie C-Dur, KV 425 |
| 20. und 21. August          | Mozarteumorchester Giovanni Antonini                                                         | |                                                                                            | - Haydn: Symphonie Nr. 49 f-Moll, Hob. I:49 (La Passione) - Symphonie Nr. 25 g-Moll, KV 183 - Haydn: Ouvertüre zur Azione teatrale L'isola disabitata, Hob. XXVIII:9 - Beethoven: Symphonie Nr. 4 B-Dur, op. 60 |
| 27. und 28. August          | Mozarteumorchester Neville Marriner                                                          | | Alina Pogostkina Violine                                                                   | - Symphonie Nr. 39 Es-Dur, KV 543 - Konzert Nr. 3 G-Dur für Violine und Orchester, KV 216 - Beethoven: Symphonie Nr. 1 C-Dur, op. 21 |